# Liste sowjetischer Filme
Diese Liste enthält Filme, die in der Sowjetunion zwischen 1918 und 1991 gedreht wurden. Sie sollten einen deutschen Wikipediaartikel oder eine besondere internationale Rezeption erhalten haben. Dokumentarfilme sind in einem besonderen Abschnitt enthalten, Märchenfilme in einer gesonderten Liste.

## Spielfilme

### 1921–1930
Von 1921 bis 1930 entstanden zahlreiche sowjetische Stummfilme,  von denen einige bis in die Gegenwart internationale Anerkennung finden.
| Jahr        | Deutscher Titel                                               | Originaltitel                                              | Regisseur                             | Bemerkungen                                                                                    |
| ----------- | ------------------------------------------------------------- | ---------------------------------------------------------- | ------------------------------------- | ---------------------------------------------------------------------------------------------- |
| 1921        | Hammer und Sichel                                             | Серп и молот                                               | Wladimir Gardin                       | einer der ersten längeren Filme ab 1918                                                        |
| 1924        | Die seltsamen Abenteuer des Mr. West im Lande der Bolschewiki | Необычайные приключения мистера Веста в стране большевиков | Lew Kuleschow                         |                                                                                                |
| 1924        | Aelita                                                        |                                                            | Jakow Protasanow                      | Science-Fiction-Film                                                                           |
| 1925        | Jüdisches Glück                                               | Еврейское счастье                                          |                                       | einziger jiddischer Film in der Sowjetunion                                                    |
| 1925        | Streik                                                        | Стачка                                                     | Sergej Eisenstein                     |                                                                                                |
| 1925        | Panzerkreuzer Potemkin                                        | Броненосец Потемкин                                        | Sergej Eisenstein, Grigori Alexandrow | einer der bekanntesten sowjetischen Filme                                                      |
| 1926        | Die Mutter                                                    | Мать                                                       | Wsewolod Pudowkin                     | nach dem Roman von Maxim Gorki                                                                 |
| 1926        | Überflüssige Menschen                                         |                                                            | Alexander Rasumny                     | erste sowjetisch-deutsche Koproduktion, nach elf Novellen von Tschechow                        |
| 1926        | Nach dem Gesetz                                               |                                                            | Lew Kuleschow                         |                                                                                                |
| 1926        | Der Mantel                                                    |                                                            | Grigori Kosinzew, Leonid Trauberg     | nach Erzählung von Gogol                                                                       |
| 1927        | Oktober                                                       | Октябрь                                                    | Sergej Eisenstein                     | über die Oktoberrevolution                                                                     |
| 1927        | Das Mädchen mit der Hutschachtel                              |                                                            | Boris Barnet                          |                                                                                                |
| 1927        | Das Ende von St. Petersburg                                   |                                                            | Wsewolod Pudowkin                     |                                                                                                |
| 1928        | Sturm über Asien                                              |                                                            | Wsewolod Pudowkin                     |                                                                                                |
| 1928        | Arsenal                                                       | Арсенал                                                    |                                       |                                                                                                |
| 1929        | Der Mann, der sein Gesächtnis verlor                          |                                                            | Friedrich Ermler                      |                                                                                                |
| 1929 (1990) | Schkurnik                                                     | Шкурник                                                    | Mykola Schpykowskyj                   | Filmgroteske über den Bürgerkrieg, verboten, erst 1990 wieder gezeigt, auch international      |
| 1929        | Das neue Babylon                                              | Новый Вавилон                                              | Grigori Kosinzew, Leonid Trauberg     |                                                                                                |
| 1929        | Der blaue Express                                             |                                                            | Leonid Trauberg                       |                                                                                                |
| 1930 (2023) | Brot                                                          | Хлеб / Хліб                                                | Mykola Schpykowskyj                   | über Kollektivierung 1920, verboten, erst 2023 gezeigt, 25. der wichtigsten ukrainischen Filme |
| 1930        | Erde                                                          | Земля                                                      | Olexandr Dowschenko                   | zweitbeliebtester ukrainischer Film (2021)                                                     |

### 1931–1950
| Jahr       | Deutscher Titel                        | Originaltitel     | Regisseur                           | Bemerkungen                                          |
| ---------- | -------------------------------------- | ----------------- | ----------------------------------- | ---------------------------------------------------- |
| 1934       | Tschapajew                             | Чапаев            | Sergej Wassiljew, Georgi Wassiljew  | bekannter Revolutionsfilm                            |
| 1935       | Maxims Jugend                          |                   | Grigori Kosinzew, Leonid Trauberg   |                                                      |
| 1936       | Kämpfer                                | Борцы             | Gustav von Wangenheim               |                                                      |
| 1938       | Alexander Newski                       | Александр Невский | Sergej Eisenstein, Dmitri Wassiljew | einer der wichtigsten sowjetischen Filme dieser Zeit |
| 1938       | Professor Mamlock                      | Профессор Мамлок  | Herbert Rappaport, Adolf Minkin     |                                                      |
| 1944/ 1946 | Iwan der Schreckliche (Teil 1/ Teil 2) | Иван Грозн        | Sergej Eisenstein                   | dritter Teil nicht erhalten                          |
| 1945       | Die große Wende                        | Великий перемен   | Friedrich Ermler                    | Preis in Cannes                                      |

### 1951–1970
| Jahr        | Deutscher Titel                           | Originaltitel        | Regisseur                       | Bemerkungen                                                                          |
| ----------- | ----------------------------------------- | -------------------- | ------------------------------- | ------------------------------------------------------------------------------------ |
| 1951        | Gesprengte Fesseln                        |                      | Igor Sawtschenko                |                                                                                      |
| 1952        | Sadko – Lockendes Glück                   |                      | Alexander Ptuschko              |                                                                                      |
| 1955        | Die Grille                                |                      | Samson Samsonow                 |                                                                                      |
| 1956        | Othello                                   |                      | Sergej Jutkewitsch              |                                                                                      |
| 1956        | Der Kampf um das goldene Tor              |                      | Alexander Ptuschko              |                                                                                      |
| 1956        | Mutter                                    | Мапь                 | Mark Donskoi                    |                                                                                      |
| 1957        | Die Kraniche ziehen                       |                      | Michail Kalatosow               |                                                                                      |
| 1957/ 1958  | Der stille Don (Teil 1 / Teil 2 / Teil 3) | Тихий Дон            | Sergej Gerassimow               | nach dem Roman                                                                       |
| 1959        | Ein Menschenschicksal                     | Судьба человека      | Sergei Bondartschuk             | nach der gleichnamigen Erzählung von Michail Scholochow                              |
| 1959        | Die Ballade vom Soldaten                  |                      | Grigori Tschuchrai              |                                                                                      |
| 1962        | Iwans Kindheit                            | Иваново детство      | Andrej Tarkowski                |                                                                                      |
| 1962        | Zwetok na kamne (Die Blume auf dem Stein) | Щветок на камне      | Sergej Paradschanow             | keine deutsche Aufführungen                                                          |
| 1963        | Ich bin zwanzig Jahre alt                 |                      | Marlen Chuzijew                 |                                                                                      |
| 1965        | Schatten vergessener Ahnen                | Тени забытых предков | Sergej Paradschanow             | beliebtester ukrainischer Film (2021)                                                |
| 1966        | Krieg und Frieden                         | Война и мир          | Sergej Bondartschuk             | vier Teile, nach dem Roman von Tolstoi                                               |
| 1966        | Andrej Rubljow                            | Андрей Рублев        | Andrej Tarkowski                | über den Ikonenmaler des 14. Jahrhunderts, einer der wichtigsten sowjetischen Filme  |
| 1967 (1988) | Die Kommissarin                           | Комиссар             | Alexander Askoldow              | verboten, erst 1988 aufgeführt, internationale Preise, in der DDR 1988/1989 verboten |
| 1967        | Anna Karenina                             | Анна Каренина        | Alexander Sarchi                | nach dem Roman von Tolstoi                                                           |
| 1968        | Kurze Begegnungen                         | Короткие встречи     | Kira Muratowa                   | neuntbeliebtester ukrainischer Film (2021)                                           |
| 1969        | Ein Adelsnest                             |                      | Andrej Michalkow-Kontschalowski | nach der Erzählung von Turgenjew                                                     |
| 1969        | Die Farbe des Granatapfels                | Щвет граната         | Sergej Paradschanow             |                                                                                      |
| 1970        | Onkel Wanja                               | Дядя Ваня            | Andrej Michalkow-Kontschalowski | nach Drama von Tschechow                                                             |

### 1971–1991
| Jahr        | Deutscher Titel                                | Originaltitel                           | Regisseur                           | Bemerkungen |
| ----------- | ---------------------------------------------- | --------------------------------------- | ----------------------------------- | --- |
| 1971 (1987) | Langer Abschied                                |                                         | Kira Muratowa                       | verboten, erst 1987 gezeigt |
| 1972        | Bändigung des Feuers                           |                                         | Daniil Chrabrowizki                 | |
| 1972        | Solaris                                        | Солярис                                 | Andrej Tarkowski                    | |
| 1974        | Der Spiegel                                    | Зеркало                                 | Andrej Tarkowski                    | |
| 1974        | Agonia                                         | Агония                                  | Elem Klimow                         | über Rasputin |
| 1974        | Uzala, der Kirgise / Dersu Uzala               | Дерсу Узала                             | Akira Kurosawa                      | Koproduktion Japan/UdSSR, Oscar                                                                                                |
| 1976        | Baum der Wünsche                               | Дерево желапия / ნატვრის ხე             | Tengis Abuladse                     | internationale Preise |
| 1979        | Sibiriade                                      | Сибириада                               | Andrej Michalkow-Kontschalowski     | |
| 1979 (1983) | Abschied von Matjora                           | Прощание                                | Larissa Schepitko, Elem Klimow      | verboten, erst 1983 gezeigt |
| 1979        | Stalker                                        | Сталкер                                 | Andrej Tarkowski                    | |
| 1979 (1988) | Das Thema                                      | Тема                                    | Gleb Panfilow                       | zuerst in einer verkürzten Fassung gezeigt, 1988 vollständige Aufführung, internationale Preise, in der DDR 1988/1989 verboten |
| 1980        | Mexiko in Flammen                              |                                         | Sergej Bondartschuk                 | Koproduktion UdSSR/Italien/Mexiko                                                                                              |
| 1982        | 10 Tage, die die Welt erschütterten II         |                                         | Sergej Bondartschuk                 | Koproduktion UdSSR/Italien/Mexiko                                                                                              |
| 1984        | Die Legende von der Festung Suram              |                                         | Sergej Paradschanow                 | |
| 1984 (1987) | Die Reue                                       | Покаяние / მონანიება                    | Tengis Abuladse                     | verboten, erst 1987 gezeigt, internationale Preise, nicht in der DDR gezeigt                                                   |
| 1985        | Komm und sieh                                  | Иди и смотри                            | Elem Klimow                         | internationale Preise |
| 1985        | Spiele für Schulkinder                         | Игр для дети школьного возраста / Ometa | Leida Laius, Arvo Iho               | internationale Preise, in der DDR 1988/1989 verboten                                                                           |
| 1986        | Briefe eines Toten / Briefe eines toten Mannes | Письма мертвого человека                | Konstantin Lopuschanski             | |
| 1987        | ... und morgen war Krieg                       | И завтра била война                     | Alexander Proschkin                 | internationale Preise, in der DDR 1988/1989 verboten                                                                           |
| 1987        | Der kalte Sommer des Jahres 53                 | Холодное лето 1953-ого года             | Juri Kara                           | internationale Preise, in der DDR 1988/1989 verboten                                                                           |
| 1988        | Kerib, der Spielmann                           | Ашик-кериб                              | Sergej Paradschanow                 | |
| 1989        | Das asthenische Syndrom                        | Асгенический синдром                    | Kira Muratowa                       | internationale Preise, sechstbeliebtester ukrainischer Film (2021)                                                             |
| 1989/ 1996  | Jermak – ein Kosakenataman erobert Sibirien    | Ермак                                   | Waleri Uskow, Wladimir Krasnopolski | fünf Teile |
| 1990        | Taxi Blues                                     | Такси-блюс                              | Pawel Lungin                        | Koproduktion UdSSR/Frankreich                                                                                                  |
| 1991        | Urga                                           | Урга – территория любви                 | Nikita Michalkow                    | |

## Dokumentarfilme
| Jahr | Deutscher Titel                       | Originaltitel                                   | Regisseur      | Bemerkungen |
| ---- | ------------------------------------- | ----------------------------------------------- | -------------- | --- |
| 1927 | Der Fall der Dynastie Romanow         | Падение династии Романовых                      | Esfir Schub    | Kompilationsfilm |
| 1928 | Das elfte Jahr                        | Одиннадцатый                                    | Dsiga Wertow   | über die Industrialisierung in der Ukraine |
| 1929 | Der Mann mit der Kamera               | Человек с киновппаратом                         | Dsiga Wertow   | einer der wichtigsten Experimentalfilme der internationalen Filmgeschichte                                                                                              |
| 1931 | Enthusiasmus (Donbass-Sinfonie)       | Энтузиазм: Симфония Донбасса                    | Dsiga Wertow   | |
| 1934 | Drei Lieder über Lenin                | Три песни о Ленине                              | Dsiga Wertow   | |
| 1965 | Der gewöhnliche Faschismus            | Обыкновенный фашизм                             | Michail Romm   | über die Strukturen des deutschen Nationalsozialismus, mit ungewöhnlichen Dokumentarzusammenstellungen, einer der wichtigsten Dokumentarfilme dieser Zeit international |
| 1980 | Der Krieg hat kein weibliches Gesicht | У войны не женское лицо                         | Wiktar Daschuk | |
| 1988 | Das Jahr des Drachen                  | Draakoni aasta                                  | Andre Sööt     | über die Entwicklung der estnischen Unabhängigkeitsbewegung |
| 1989 | Ist es leicht, jung zu sein?          | Легко ли быть молодым? / Vai viegli būt jaunam? | Juris Podnieks | über alternative Jugendkulturen in Lettland |